# 粕谷勇
粕谷 勇（かすや いさむ、1944年5月27日-）は、日本の元レーシングライダー、レーシングドライバー。東京都清瀬市出身。

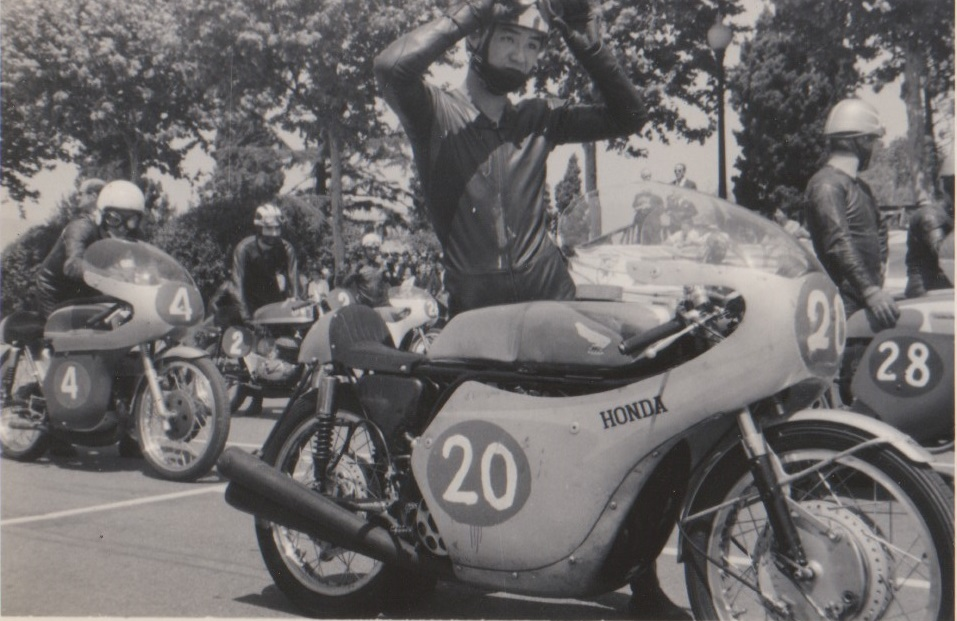
Honda 250ccオートバイレーサー（型式不明）

## 経歴
1973年4月 現学校法人粕谷学園 清瀬たから幼稚園を開園
2011年4月24日 清瀬市議会議員選挙にて、1173票の投票を得て当選。

## レース戦績

### ロードレース世界選手権 日本GP 鈴鹿サーキット
| 年度   | 決勝                            |
| ------ | ------------------------------- |
| 1963年 | 250ccクラス 6位                 |
| 1964年 | 350ccクラス 3位 250ccクラス 2位 |
| 1965年 | 350ccクラス 3位 250ccクラス 2位 |